# آنینتون
آنینتون (به یونانی:Ἀνίνητον؛ لاتین:Anineton) یک شهر باستانی در کاریه باستانی در ترکیه امروزی است. 